# 18 september
18 september är den 261:a dagen på året i den gregorianska kalendern (262:a under skottår). Det återstår 104 dagar av året.

## Återkommande bemärkelsedagar

### Nationaldagar
- Chiles nationaldag

## Namnsdagar

### I den svenska almanackan
- Nuvarande – Orvar
- Föregående i bokstavsordning
  - Alva – Namnet infördes på dagens datum 1986, men flyttades 1993 till 21 juni och 2001 till 3 september.
  - Alvar – Namnet infördes på dagens datum 1901 och fanns där fram till 2001, då det flyttades till 21 juni.
  - Alve – Namnet infördes på dagens datum 1986, men utgick 1993.
  - Metodius – Namnet infördes, till minne av Methodios en biskop, som dog martyrdöden i Mindre Asien på 300-talet, på dagens datum 1680 och fanns där fram till 1901, då det utgick.
  - Orvar – Namnet infördes 1986 på 9 april, men flyttades 1993 till dagens datum, där det har funnits sedan dess.
  - Richardus – Namnet fanns, till minne av en högättad engelsman, som dog 720 under en pilgrimsfärd till Rom, på dagens datum före 1620. Detta år flyttades det till 7 februari, men utgick 1700 och ersattes av den modernare namnformen Rikard.
  - Titus – Namnet infördes på dagens datum 1620, men utgick 1680.
- Föregående i kronologisk ordning
  - Före 1620 – Richardus
  - 1620–1679 – Titus
  - 1680–1900 – Metodius
  - 1901–1985 – Alvar
  - 1986–1992 – Alvar, Alva och Alve
  - 1993–2000 – Alvar och Orvar
  - Från 2001 – Orvar
- Källor
  - Brylla, Eva (red.). Namnlängdsboken. Gjøvik: Norstedts ordbok, 2000 ISBN 91-7227-204-X
  - af Klintberg, Bengt. Namnen i almanackan. Gjøvik: Norstedts ordbok, 2001 ISBN 91-7227-292-9

### Finlandssvenska almanackan
- Nuvarande från 1995[1] – Pamela
- I föregående revideringar[a][2]
  - 1929–1949 – Hildegard
  - 1950–1994 – Hervor

## Händelser
- 96 – Nerva utropas till romersk kejsare efter Domitianus.
- 1636 – Harvarduniversitetet i Cambridge, Massachusetts grundas (8 september enligt g.s. – gamla stilen).
- 1810 – En fyrmannagrupp förklarar Chiles självständighet från Spanien.[3]
- 1851 – Första numret av The New York Times utkommer.
- 1866 – Härnösands Gymnasii-Förbund bildas.
- 1872 – Vid Karl XV:s död efterträds han som kung av Sverige och Norge av sin bror Oscar II.
- 1906 – En tyfon med tsunami dödar cirka 10 000 människor i Hongkong.
- 1924 – HSB bildas.
- 1939 – Polens president Ignacy Mościcki flyr till Rumänien.
- 1940 – Det brittiska fartyget SS City of Benares sjunker på grund av tyska ubåten U-48:s attack; bland de dödade finns 77 barn.
- 1942 – Tyskarna avrättar i Paris 116 kommunistiska spioner.
- 1943
  - Adolf Hitler beordrar deportationen av danska judar.
  - Judarna i Minsk massakreras vid Sobibór.
- 1944 – Den brittiska ubåten HMS Tradewind torpederar det japanska fartyget Jun'yō Maru. 5600 människor dödas.
- 1946 – Färöarna förklarar självständighet från Danmark.
- 1962 – Burundi, Jamaica, Rwanda och Trinidad och Tobago upptas i FN.
- 1964 – Nordvietnamesiska armén påbörjar infiltration av Sydvietnam.
- 1974 – Orkanen Fifi-Orlene slår till mot Honduras och 5000 människor dör.
- 1977 – Voyager 1 tar första fotot av jorden och månen tillsammans.
- 1981 – Frankrike avskaffar dödsstraffet.
- 1988
  - Riksdagsval i Sverige. Miljöpartiet väljs för första gången in i Sveriges riksdag.
  - En militärkupp genomförs i Myanmar och en junta tar makten, som svar på ett prodemokratiskt uppror. Tusentals, mestadels munkar och civila (främst skolelever), dödas av Myanmars militär, Tatmadaw.
- 1990 – Liechtenstein blir medlem i Förenta nationerna.
- 1991 – Jugoslaviska krigen: Jugoslavien börjar en sjöblockad av sju adriatiska hamnstäder.
- 1994 – Riksdagsval i Sverige. Socialdemokraterna återkommer till makten.
- 1997 – Ottawafördraget antas.
- 1998 – Internet Corporation for Assigned Names and Numbers grundas.
- 2001 – Mjältbrandsattackerna i USA 2001 påbörjas.
- 2006 – Första avsnittet av talkshowen Rachael Ray visas på amerikansk tv.
- 2009 – Det sista avsnittet av den amerikanska tv-serien Guiding Light visas. Sedan starten i tv 1952, har 15 762 avsnitt sänts. Serien är världens längsta tv-serie.
- 2011 – Jordbävningen i Sikkim 2011. 130 människor omkommer.
- 2014 – Folkomröstning i Skottland om självständighet från Storbritannien. Nej-sidan vinner med 55 % mot 45 %.
- 2015 – Talibaner dödar ett trettiotal människor i en attack på en pakistansk flygvapenbas i utkanten av Peshawar.
- 2016 – 17 personer tillhörande indiska arméns säkerhetspersonal dödas i den indiskt administrerade delen av Kashmir av miliser, motståndare till regeringen.

## Födda
- 53 – Trajanus, romersk kejsare
- 1587 – Francesca Caccini, italiensk kompositör och sångare
- 1606 – Preben von Ahnen, lensmann (senare amtman) över Nordlands län (senare Nordlands amt) i Norge
- 1709 – Doktor Samuel Johnson, brittisk författare och lexikograf
- 1733 – George Read, amerikansk politiker, senator (Delaware)
- 1752 – Adrien-Marie Legendre, fransk matematiker
- 1765 – Gregorius XVI, påve
- 1786
  - Kristian VIII, kung av Norge och av Danmark
  - Leonhard Fredrik Rääf, svensk författare och konservativ politiker
- 1795 – Anders Fjellner, samisk präst och poet
- 1798 – Edvard Bergenheim, finsk ärkebiskop
- 1806 – Heinrich Laube, tysk författare och teaterledare
- 1809 – Armand Barbès, fransk politiker
- 1812 – Herschel Vespasian Johnson, amerikansk politiker och jurist
- 1813
  - Bernhard Cronholm, svensk kemist, tidningsman och boktryckare. Grundare av Snäll-Posten
  - William L. Greenly, amerikansk demokratisk politiker, guvernör i Michigan
- 1819 – Jean Bernard Léon Foucault, fransk fysiker
- 1837 – Ewald Ährling, svensk skolman och Linnéforskare
- 1839 – William J. McConnell, amerikansk republikansk politiker, guvernör i Idaho
- 1845 – Rafael Hertzberg, finlandssvensk författare, översättare, historiker, affärsman, uppfinnare och publicist
- 1846 – Bernhard Riedel, tysk kirurg
- 1852 – Gustav Aagaard, norsk präst och psalmförfattare
- 1860 – Alberto Franchetti, italiensk tonsättare
- 1864 – Knut Lambert, svensk regissör och skådespelare
- 1865 – Carl Bastiat Hamilton, svensk politiker och generalmajor
- 1867 – John Leonard Brolin, svensk dekorationsmålare
- 1875 – Harald Berglin, svensk arkitekt
- 1879 – Arvid Gabrielson, svensk språkforskare
- 1893 – Jarl Hemmer, finlandssvensk författare
- 1899 – Helge Härneman, svensk radioreporter och revyförfattare
- 1901 – Bengt Rodhe, svensk kompositör, musikarrangör, sångare och musiker (pianist)
- 1903 – Margret Nilsson, svensk politiker (bondeförbundare)
- 1905
  - Greta Garbo (egentligen Greta Gustafsson), svensk filmskådespelare
  - Gunnar Ljungström, svensk ingenjör. Utvecklade den första Saab-bilen
- 1907 – Edwin McMillan, amerikansk fysiker, mottagare av Nobelpriset i kemi 1951
- 1909
  - Linda Larsson, svensk författare och manusförfattare
  - Lindorm Liljefors, svensk konstnär
  - Tage Thiel, svensk författare och översättare
- 1911 – Kotti Chave, finlandssvensk skådespelare
- 1913 – Erik Blomberg, finländsk filmregissör, skådespelare, manusförfattare och filmfotograf
- 1916
  - Rossano Brazzi, italiensk skådespelare
  - Birger Lundqvist, svensk författare
  - Sylva Åkesson, svensk skådespelare
- 1918 – Carl-Gustav Esseen, svensk matematiker som forskade inom sannolikhetsteori
- 1921 – Nils Hallberg, svensk skådespelare
- 1923
  - Anne av Bourbon-Parma, hustru till Mikael I av Rumänien
  - Betty Bjurström, svensk varietédansös och skådespelare
- 1926
  - Inger Juel, svensk skådespelare och sångare
  - Joe Kubert, amerikansk serietecknare
- 1928 – Sigrid Kahle, svensk journalist och författare
- 1929 – Elizabeth Spriggs, brittisk skådespelare
- 1932 – Luis Ayala, chilensk tennisspelare
- 1937 – Etienne Glaser, skådespelare, regissör och manusförfattare
- 1939 – Jorge Sampaio, portugisisk politiker, president
- 1940 – Abbas El Fassi, marockansk premiärminister
- 1942 – Siv Strömquist, svensk språkvetare och författare till flera språkböcker
- 1943 – Kerstin Bäck, svensk kommunpolitiker, ståuppkomiker, föreläsare och författare
- 1944
  - Rocío Jurado, spansk sångerska och skådespelare
  - Siv Wennberg, svensk operasångerska
- 1947
  - Drew Gilpin Faust, amerikansk historiker, administratör och den första kvinnliga rektorn vid Harvarduniversitetet
  - Thomas Wiehe, svensk musiker
- 1949
  - Billy Drago, amerikansk skådespelare
  - Jim McCrery, amerikansk republikansk politiker
  - Peter Shilton, engelsk fotbollsspelare
- 1950 – Chris Heister, svensk moderat politiker och ämbetsman
- 1951
  - Britta Marakatt-Labba, svensk-samisk textilkonstnär och bildkonstnär
  - Dee Dee Ramone, amerikansk musiker, basist i The Ramones
  - Lars Rudolfsson, svensk skådespelare och regissör
  - Marc Surer, schweizisk racerförare.
  - John F. Tierney, amerikansk demokratisk politiker, kongressledamot
- 1956
  - Tim McInnerny, brittisk skådespelare
  - Peter Šťastný, slovakisk ishockeyspelare
- 1960
  - Lena B. Eriksson, svensk skådespelare
  - Lena Sulkanen, svensk bowlare
- 1961
  - James Gandolfini, amerikansk skådespelare
  - Jörgen Gassilewski, svensk poet och författare
  - Bernard Werber, fransk författare
- 1963 – Christopher Heyerdahl, kanadensisk skådespelare
- 1965 – Tone Norum, svensk sångerska och låtskrivare
- 1966 – Tomas Fryk, svensk skådespelare
- 1967
  - Tara Fitzgerald, brittisk skådespelare
  - Roberto Rosetti, italiensk fotbollsdomare
- 1969 – Nezha Bidouane, marockansk häcklöpare
- 1970 – Aisha Tyler, amerikansk skådespelare och ståuppkomiker
- 1971
  - Lance Armstrong, amerikansk cyklist
  - Anna Netrebko, rysk-österrikisk sopran
  - Jada Pinkett Smith, amerikansk skådespelare
- 1973
  - Hugo Salazar Campos, svensk musiker
  - Fredrik Löwegren, svensk orienterare
  - James Marsden, amerikansk skådespelare
  - Mark Shuttleworth, sydafrikansk entreprenör och rymdturist
- 1974 – Xzibit, amerikansk hiphopartist och skådespelare
- 1975
  - Jason Gardener, brittisk friidrottare (sprinter)
  - Jason Sudeikis, amerikansk skådespelare, komiker och manusförfattare
- 1976
  - Måns Nathanaelson, svensk skådespelare
  - Pernilla Larsson, svensk FIFA-domare i fotboll
  - Ronaldo Luís Nazário de Lima, brasiliansk fotbollsspelare
- 1978
  - Kaoru Mori, japansk mangaka
  - DJ Satomi, egentligen Simone Bocchino, italiensk elektronisk musikproducent, remixare och discjockey
- 1979
  - High Contrast, egentligen Lincoln Barrett, walesisk liquid funk-/drum and bass-artist och producent
  - Alison Lohman, amerikansk skådespelare
  - Liv Mjönes, svensk skådespelare
- 1981
  - Lasse Kukkonen, finländsk ishockeyspelare
  - David Lafata, tjeckisk fotbollsspelare
  - Jennifer Tisdale, amerikansk skådespelare och model
- 1982
  - Peter Budaj, slovakisk ishockeymålvakt
  - George Mourad, svensk-assyrisk fotbollsspelare
  - Igor Vovkovinskiy, ursprungligen ukrainare bosatt i USA. USA:s längsta person 2010–2021
- 1983
  - Kevin Doyle, irländsk fotbollsspelare
  - Leah Metcalf, amerikansk basketspelare
  - Giulio Scandella, italiensk/kanadensisk ishockeyspelare
- 1984
  - David Alerte, fransk friidrottare (sprinter)
  - Adrien Théaux, fransk alpin skidåkare
- 1986
  - Keeley Hazell, brittisk fotomodell
  - Tobias Mikkelsen, dansk fotbollsspelare
- 1988 – Asher Book, amerikansk dansare, sångare och skådespelare
- 1990
  - Lewis Holtby, tysk fotbollsspelare
  - Alexandra Höglund, svensk fotbollsspelare
- 1992
  - Rebecca Stenberg, svensk ishockeyspelare
  - Simon Thern, svensk fotbollsspelare
- 1993
  - Patrick Schwarzenegger, amerikansk skådespelare och modell
  - Charlie Taylor, engelsk fotbollsspelare
- 1998 – Christian Pulisic, amerikansk fotbollsspelare
- 2003 – Aidan Gallagher, amerikansk skådespelare

## Avlidna
- 96 – Domitianus, 44, romersk kejsare
- 1137 – Erik Emune, kung av Danmark
- 1180 – Ludvig VII, kung av Frankrike
- 1197 – Petrus, svensk ärkebiskop
- 1310 – Isarnus, dansk ärkebiskop
- 1361 – Ludvig V av Bayern, 46, hertig av Bayern och markgreve av Brandenburg
- 1663 – Josef av Copertino, 60, italiensk franciskanbroder och präst
- 1783 – Leonhard Euler, 76, schweizisk matematiker
- 1784 – Georg Haupt, 43, svensk konsthantverkare
- 1786 – Giovanni Battista Guadagnini, 75, italiensk luttillverkare
- 1819 – John Langdon, 78, amerikansk politiker, senator (New Hampshire)
- 1820 – Caspar Trendelenburg, 65, svensk läkare, professor i obstetrik
- 1854 – John W. Taylor, 70, amerikansk politiker, talman i USA:s representanthus
- 1872
  - Karl XV, 46, kung av Sverige och Norge
  - Augustus Seymour Porter, 74, amerikansk politiker, senator (Michigan)
- 1905 – George MacDonald, 80, skotsk fantasyförfattare
- 1912 – Hernando Money, 73, amerikansk demokratisk politiker, senator (Mississippi)
- 1914 – Johan Forssell, 59, svensk folkskollärare och politiker (liberal, senare socialdemokrat)
- 1924 – F.H. Bradley, 78, brittisk filosof
- 1931 – John F. Nugent, 63, amerikansk demokratisk politiker, senator (Idaho)
- 1949 – Frank Morgan, 59, amerikansk skådespelare
- 1955 – Constance Wiel Schram, 64, norsk författare
- 1957 – Augusto Genina, 65, italiensk regissör
- 1961 – Dag Hammarskjöld, 56, svensk nationalekonom, jurist, diplomat, författare, statsråd, FN:s generalsekreterare, postum mottagare av Nobels fredspris 1961, ledamot av Svenska Akademien
- 1963 – Torsten Holm, 76, svensk författare
- 1967
  - John Cockcroft, 70, brittisk fysiker, mottagare av Nobelpriset i fysik 1951
  - Adrienne von Speyr, 64, schweizisk katolsk läkare och mystiker
- 1970 – Jimi Hendrix, 27, amerikansk gitarrist
- 1974 – Edna Best, 74, brittisk skådespelare
- 1979 – Erik Boheman, 84, svensk diplomat och politiker, talman
- 1982 – Catrin Westerlund, 48, svensk skådespelare
- 1990 – Claude Loyola Allgén, 70, svensk kompositör
- 2000 – Sten Sture Modéen, 80, svensk skådespelare och kortfilmsregissör
- 2004
  - Norman F. Cantor, 74, amerikansk medeltidshistoriker
  - Russ Meyer, 82, amerikansk regissör, producent, fotograf och manusförfattare
  - Marvin Mitchelson, 76, amerikansk skilsmässoadvokat i Hollywood
  - Margareta Wadstein, 59, svensk diskrimineringsombudsman
- 2008 – Mauricio Kagel, 76, argentinsk kompositör
- 2009 – Irving Kristol, 89, amerikansk neokonservativ ideolog, författare och debattör
- 2012
  - Santiago Carrillo, 97, spansk politiker, ledare för kommunistpartiet
  - Berit Gustafsson, 85, svensk skådespelare
- 2013 – Ken Norton, 70, amerikansk tungviktsboxare, världsmästare 1977–1978
- 2018 – Robert Venturi, 93, amerikansk arkitekt och arkitekturteoretiker
- 2020 – Ruth Bader Ginsburg, 87, amerikansk jurist
- 2022 – Kjell Espmark, 92, författare, litteraturvetare, ledamot av Svenska Akademien